# Sonya Levien
Sonya Levien (født Sara Opesken 25. december 1888, død 19. marts 1960) var en russisk-født amerikansk manuskriptforfatter. I 1956 modtog hun en Oscar for bedste originale manuskript for sit manuskript til Sangen der forstummede.

## Tidligt liv
Sara Opesken blev født i Panimunik, en lille landsby, der i dag er en del af Kaunas, Litauen, i det jødiske bosættelsesområde den 25. december 1888. Som det ældste barn til forældrene Julius og Fanny. Sonya havde to brødre, Arnold og Max.
I denne periode holdt de russiske myndigheder et vagtfuldt øje med borgere, især jøder med radikale tilhørsforhold.
Sonyas far havde en fjern forbindelse til en radikal avis, og samtidigt var han enig med Prins Peter Kropotkins anarkistiske idéer. Julius Opesken deltog også i en Narodnik-studiekreds, inden han blev arresteret og sendt til at arbejde i de sibirske miner.
Mens faren var væk, boede Opesken-familien hos Julius' far, en rabbiner, der understregede vigtigheden af at lære sprog for en ung Sonya.
Hendes farfar instruerede hende i russisk, fransk, tysk og hebræisk, mens han opfordrede hende til dagligt at læse Talmud og Shulchan Arukh.
I 1891 flygtede hendes far og fandt vej til Amerika, hvor han ændrede sit efternavn efter sin tyske redningsmand, Levien. Resten af familien sluttede sig til ham i 1896, hvor de flyttede ind på Lower East Side på Manhattan.
Efter at have bosat sig i USA fik forældrene yderligere to sønner, Edward og Nathan.
Alle børnene i hendes familie arbejdede gennem skolen, for at hjælpe med udgifterne. Sonya arbejdede i en fabrik der producerede fjerkoste, og tjente fire dollars hver uge.
I hendes formative år i Amerika, efter at være vokset op i fattigdom, sluttede hun sig til en gruppe socialister. Sonya gik som mange andre europæiske indvandrere i Amerika på en offentlig grammar school. Efter hun afsluttede i 1901 eller 1902, var hun ikke i stand til at forsætte i gymnasiet, på grund af økonomiske problemer.
Hun tog et lån på 36 dollars for at lære stenografi og fik arbejde som sekretær. Det tog hende fire års arbejde at betale lånet tilbage. I sin tid som sekretær blev hun også bekendt med Settlementsarbejde og fagforeninger.
Sonya formåede også at tage nogle klasser på Educational Alliance, hvor hun i 1903 mødte Rose Pastor. Ikke alene hyrede pastor hende som sekretær, hun var også medlem af Socialistpartiet og Women's Trade Union League, og gav Sonya adgang til et helt bibliotek af tekster, om disse emner, hun kunne læse.
Levien begyndte at skrive sine egne værker ved at sende korte komiske squibs til LIFE, og med disse indtægter var var hun i stand til at bidrage til sin collegeundervisning og sin families velbefindende.
I efteråret 1906 tilmeldte hun sig til New York University School of Law for at studere jura, da hun syntes det var et mere praktisk jobmulighed end skrivning, hun skrev dog stadig korte scener til produktioner på universitetet.
Kun et år efter blev hun ansat hos redaktøren af Success, Samuel Merwin. Her begyndte hendes arbejdsopgaver begyndte at række udenfor hendes sekretærarbejde. Hun læste også manuskripter, genskrev artikler og nogengange samarbejdede hun endda med en forfatter.
I 1909 gik hun til optagelse i New York State Bar Association, men opdagede at hendes karakter var for sympatisk til at hun kunne arbejde i en retssal. i stedet valgte hun at beholde sit arbejde hos Success og blev forfremmet til at fiktionslæser.
Success udgav sit sidste værk i december 1911 og Leviens næste ansættelse var hos Woman's Journal, en publikation der interesserede sig for National Woman Suffrage Association.
Hun arbejded der i 1912 som assisterende redaktør og business manager.
Ved slutningen af 1912 sendte hun en novelle til Carl Hovey, der var medredaktør på den tid, og hun begyndte at arbejde for The Metropolitan Magazine.
Efter at have bevaret en forbindelse med sine rødder hjalp Sonya til på People's Institute, en organisation, der hjalp med at forsyne indvandrere med de færdigheder, de måtte have brug for, for at komme ind i arbejdsstyrken i USA.
Hun arbejdede også for National Board of Censorship hvor hun var ansat som uddannelsessekretær. Men da første verdenskrig brød ud, arbejdede Levien i London og dækkede den britiske kamp for kvinders valgret i fjorten måneder i 1913 og 1914.
Her skrev hun ledere, der opfordrede kvinder til at kræve mere end bare valgret og bede om uddannelse samt andre institutionelle reformer og bedre levevilkår.

## Karriere
Sonya vendte tilbage til USA i 1914 og fokuserede hendes kreative kræfter på skrivningen. Hun sendte historier til publikationer som The Saturday Evening Post, Collier's, Redbook, Cosmopolitan, The Atlantic og Century.
Derefter begyndte hun at skrive melodramaer, selvom hendes succes i denne bestræbelse ikke var øjeblikkelig. I 1919 modtog hun sin første kreditering for en original historie, på filmen Who Will Marry Me? Hendes anden kreditering kom i 1921, Cheated Love der i øvrigt fulgte en jødisk immigrant, der hedder Sonya, som forelsker sig i en læge, der er over hende sociale stand.
I slutningen af 1921 købte Famous Players-Lasky to af hendes historier, The Heart of Youth og Baby Doll. De betalte hende henholdsvis 2500 dollars og 3000 dollars.
Feedbacken til Baby Doll var blandet, men den blev lavet til filmen På New Yorks tage fra 1922. Disse historier gav Sonya mulighed for en kontrakt: hun ville modtage 24.000 dollars sit første år og derefter modtage en forhøjelse på 5000 dollars hvert år i fem påfølgende år. Dette førte til, at hun flyttede til Hollywood, og efterlod sin familie i New York.
Hun arbejdede utrætteligt modtog tre hollywood-krediteringer for The Snow Bride, Pink Gods og The Exciters.
I 1923 savnede hun sin unge søn Serge og følte hun havde pligt til at støtte sin mands karriere over sin egen, så hun brød sin kontakt med Famous Players-Lasky og vendte tilbage til sin familie.
Her modtog hun en redaktionel stilling hos McClure's Magazine.
I efteråret 1924 anmodede Famous Players-Lasky hende om at tilpasse romanen Salome of the Tenements til en film. Historien var faktisk en parrallel til Sonyas egen livshistorie. Hun lavede mange ændringer til plottet, men anmeldelserne fremhævede instruktionen og ikke manuskriptarbejdet.
Dernæst lavede hun scenarieredigeringsarbejde hos Samuel Goldwyn Pictures. I dette arbejde så hun skuespil på Broadway, og fandt måder hvorpå de kunne tilpasses til film.
Til den tid var hendes mands redaktionelle arbejde afsluttet, og de besluttede sig for at flytte sammen til Hollywood. Han redigerede historier for Cecil B. DeMille og Sonya skrev scenarier. Desværre klarede Carl sig ikke så godt i Hollywood, og var ikke i stand til at finde arbejde efter DeMille. Sonya havde regelmæssigt arbejde og blev den vigtigste forsørger i familien.
Hun skrev ikke kun til film, men fortsatte også som forfatter for tidsskrifter og prøvede endda også at skrive skuespil, såsom enakteren By the Sword, der blev opført af The Writer's Club.
Selvom hun var en kvinde, lykkedes Sonya med at undgå at blive kategoriseret som én der kun skrev film til kvinder. Hun havde erfaring i alle genrer. Hendes speciale var at tilpasse andre værker til film.
I sine fire første år tilbage i Hollywood, arbejdede hun under navnet Sonya Hovey, for nogle forskellige studier. Hun arbejdede for Warner Bros. fra januar til juni 1926. Her skrev hun sin første komedie, et skridt væk fra sine sædvanlige melodramaer. Footloose Widows indeholdt forveksling af identiteter, mix ups mellem fattige og velhavende mennesker, og endda guldgravning. Alle elementer indenfor screwball comedy-genren.
Hun blev ansat hos C. B. DeMille i august 1926 for Metropolitan Pictures og Pathé. Hun arbejdede for ham indtil juni 1928, og prøvede i den tid at eksperimentere med genrene. I efteråret skrev hun kontrakt med Columbia Pictures, hvor hun skrev en række film indtil marts 1929.
Hun blev valgt til The Writers Clubs bestyrelse og i maj 1929 blev hun tilbudt en kontrakt med Fox Film Corp.. Hun blev hos dem indtil 1939.
Hendes første årlige kontrakt gav hende 500 dolalrs om ugen, og efter de første seks måneder modtog hun 600 dollars om ugen. Et års fornyelsesmuligheder tildelte hende 750 dollars.
Men selv om hendes løn var god, var hun juridisk ikke i stand til at modtage kreditering eller reklame for hvert projekt, hun bidrog til. Hun måtte selv betale for at reklamere for sit eget navn.
Ikke desto mindre blev Sonya en af de bedste forfattere, hvilket tillod hende at arbejde sammen med store stjerner og kendte instruktører.
I årene 1929 til 1935 arbejdede hun på omkring seks manuskripter om året, og blev krediteret omkring fem gange. I denne periode, skrev hun fire film for Charles Farrell og Janet Gaynor, to mere til Janet Gaynor, fem til Will Rogers, og fik i alt seks af sine historier instrueret af Frank Borzage. Hun arbejdede også med instruktørene Allan Dwan of John Ford.
Sonya fik et ry for at kunne tilpasse alt muligt materiale til et filmmanuskript, hun var dog ikke kendt for sin dygtighed til dialog.
For Fox skrev hun detektiv-thrilleren Bag Forhænget, med Charlie Chan i hovedrollen.
Hun arbejdede langvarigt med Frank Borzage på filmen Lucky Star. Sonya hjalp ikke kun Borzage, men også Will Rogers' overgang til lydfilm.
Hun samarbejdede også med S. N. Behrman på tre af de næste seks projekter hun assisterede.
Levien var Fox' højest betalte kvindelige manuskriptforfatter i 1930'erne.
Hende film var også kendte for at handle om konflikter i familien.
I 1933, mens hun stadig var ansat hos Fox Films, modtog Sonya en nominering til en Oscar for bedste filmatisering for filmen Lykkens Karrusel.
Hun skrev John Fords første technicolor-film, Flammer over Mohawk i 1939. Hun arbejdede også for RKO Pictures, hvor hun arbejded på Klokkeren fra Notre Dame.
Hun underskrev derefter kontrakt med Metro-Goldwyn-Mayer i 1941.
I 1956 vandt hun en Oscar for bedste originale manuskript for filmen Sangen, der forstummede.
Sonya havde en imponerende filmografi. Hun havde arbejdet på 70 film i sin karriere, en stor del af tiden uden samarbejdspartner.
Faktisk fik hun overrakt den første Laurel Award, der blev uddelt fra Screenwriters Guild of America.
Hendes sidste krediteringer inkluderede Den gyldne drøm fra 1957 og fik sin sidste kreditering på filmen Pepe i 1960.

## Personligt liv
Levien giftede sig med sin mand, Carl Hovey, den 10. oktober 1917.
De flyttede sammen til 92nd street i New York, og Sonya tog hans to børn fra et tidligere ægteskab til sig.
Hovey var en angelsaksisk protestant
men de havde næsten ingen protest fra nogen af deres familier og de besluttede endda at børnene skulle være jødiske, selvom de ikke ville tvinge dem til en religiøs opvækst.
Sammen fik de to børn Serge (født i 1920) og Tamara (født i 1923).
Carl døde i 1956 og hun udviklede cancer i midten af 1950'erne. Sonya Levien døde 19. marts 1960 i en alder af 71 år.